# Flée, Sarthe

Flée este o comună în departamentul Sarthe, Franța. În 2009 avea o populație de 569 de locuitori.